# Државни архив Црне Горе
Државни архив Црне Горе (Државни архив Црне Горе) је национални архив државе Црне Горе који се налази у  пријестоници Цетињу. Архиви су основани 1951. године, а њихова историја сеже до краја 19. вијека. Директор Архива је Саша Томановић.